# Skatt Brothers
Skatt Brothers (lub Skatt Bros.) – zespół muzyczny utworzony w Los Angeles w Kalifornii w 1979. Debiutancki album grupy był porównywany do stylu amerykańskich zespołów takich jak Village People. W drugim albumie Rico & The Ravens grupa powróciła do rockowych korzeni. Album wydano tylko w Australii.

## Historia
Sean Delaney założył zespół w 1979 roku. Następnie Neil Bogart podpisał umowę z Casablanca Records. Zespół składał się z Delaneya, Petera Swevala, Richarda Martina-Rossa, Davida Andeza, Richa Fontana i Craiga Krampfa. Andreza i Krampfa zamieniono później na Danny’ego Branta.
W 1979 r. zespół wydał utwór „Walk the Night” (napisany przez Fontanę i Andreza), który znalazł się w albumie Strange Spirits. „Walk the Night” osiągnęło 9. miejsce w rankingu Billboard i 1. miejsce w rankingach innych krajów. Jest uważany za kultowy klasyk oraz najpopularniejszy utwór wydany przez ten zespół.
W 1980 r. muzycy zdobyli w Australii certyfikat złotej płyty (Australian Gold Record) za przebój „Life At The Outpost”. Został on wyprodukowany przez dwa wydawnictwa muzyczne (Polygram/Mercury). Wprowadziły one w błąd fanów – nagrano teledysk bez uczestnictwa członków Skatt Brothers. Przyczyną takiego stanu był brak odpowiedzi zespołu na wielokrotne prośby ze strony Polygramu, aby nakręcić go z ich udziałem.
Dzięki „Life At The Outpost” zespołowi udało się sprzedać ponad 50 tysięcy kopii.
W 2010 roku, europejska firma muzyczna Premium Series wydała reedycję albumu „Strange Spirits”.

## Kultura masowa
„Walk the Night” został umieszczony w grze komputerowej Grand Theft Auto IV. Firma Rockstar Games, w celu uzyskania prawa do utworu i zgody na umieszczenie go w grze, wynajęła prywatnego detektywa, który miał odszukać żyjących krewnych Delaneya (zmarł on w 2003 r.).

## Dyskografia
Albumy:
- Strange Spirits – wydany 6 listopada 1979 r. przez Casablanca Records, uzyskał 71. miejsce w Australii (sierpień 1980 r.)
- Rico and the Ravens – wydany w 1981 r. przez Polygram (tylko w Australii)
- Strange Spirits – wydany w 2010 r. przez Premium Series (ponowna dystrybucja)

Single:
- Life At The Outpost – wydany w 1980 r., uzyskał 13. miejsce w Australii (początek października 1980 r.)
- Walk The Night – wydany w 1980 r., uzyskał 95. miejsce w Australii (początek listopada 1980 r.)